# Рыбинская губерния
Ры́бинская губе́рния — административно-территориальная единица РСФСР, существовавшая в 1921—1923 годах. Центр — город Рыбинск.

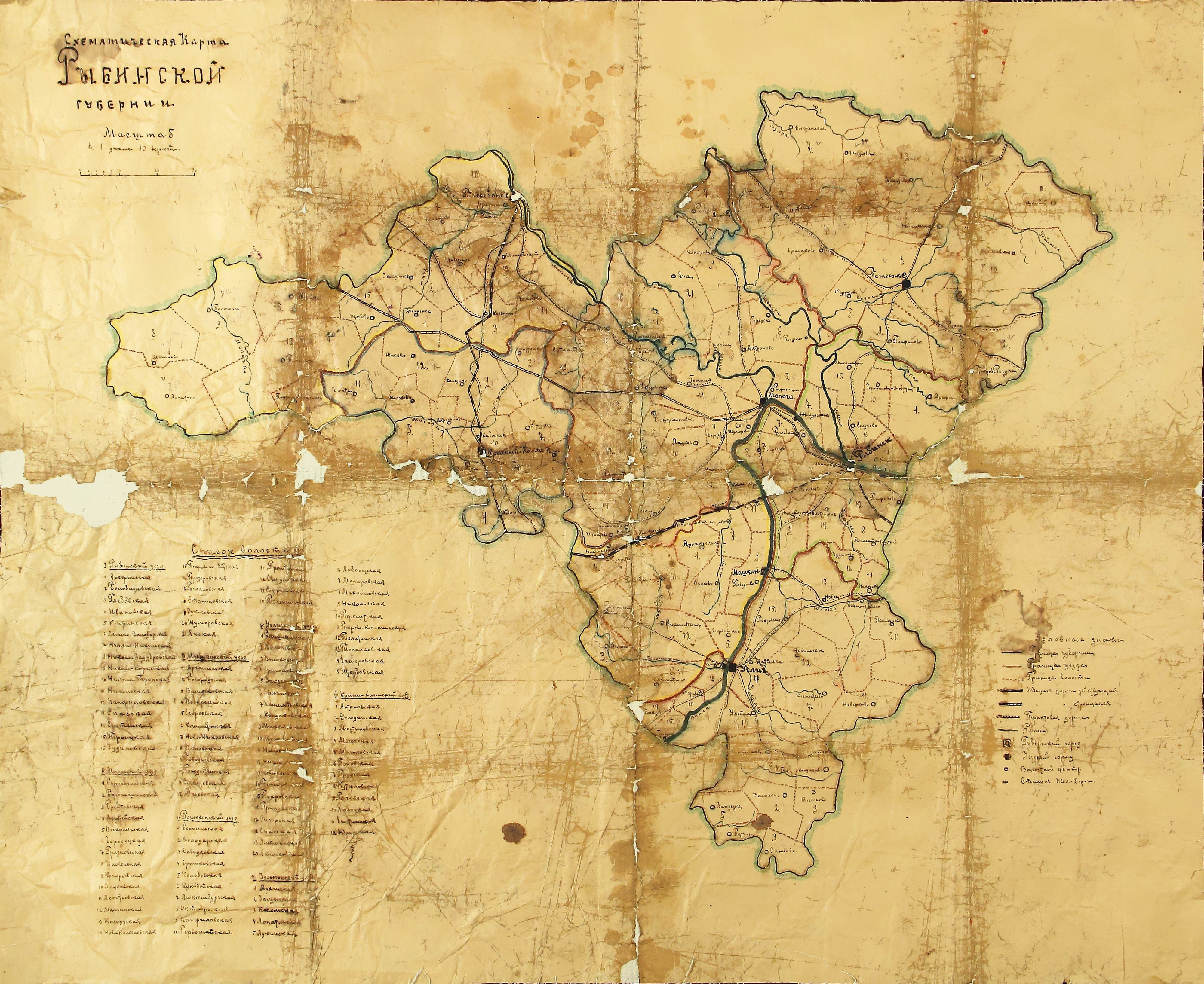
Схематическая карта Рыбинской губернии, 1923 г.

Образована декретом Всероссийского Центрального Исполнительного Комитета
«Об образовании Рыбинской губернии» от 3 февраля 1921 года из Рыбинского, Мологского, Мышкинского, Пошехоно-Володарского и Угличского уездов Ярославской губернии. 25 апреля 1921 года к губернии были присоединены Весьегонский и Краснохолмский уезды Тверской губернии.
2 марта 1922 года Васильковская волость Мышкинского уезда отошла к Кашинскому уезду Тверской губернии.
Губерния ликвидирована 15 февраля 1923 года, её уезды были возвращены в исходные губернии.